# Bidara
Bidara is een bestuurslaag in het regentschap Flores Timur van de provincie Oost-Nusa Tenggara, Indonesië. Bidara telt 502 inwoners (volkstelling 2010).